# Thomas Radclyffe (3e comte de Sussex)
Thomas Radclyffe (ou Ratclyffe ) (vers 1525-9 juin 1583), est Lord Adjoint d'Irlande pendant la période Tudor de l'histoire anglaise, et un courtisan de premier plan pendant le règne d'Élisabeth Ire.

## Famille
Il est le fils aîné d'Henry Radclyffe (2e comte de Sussex)) et de sa première épouse Elizabeth Howard. Ses grands-parents maternels sont Thomas Howard (2e duc de Norfolk), et sa seconde épouse, Agnès Tilney.
Il est le neveu de Thomas Howard (3e duc de Norfolk), Lord Edmund Howard (père de la reine Catherine Howard, Edward Howard (amiral), William Howard (1er baron Howard d'Effingham) et Lord Thomas Howard). Sa tante, Elizabeth Howard, est la mère de la reine Anne Boleyn.

## Jeunesse
Il est né vers 1525, et après l'accession de son père au comté en 1542, il est nommé vicomte Fitzwalter. Après avoir servi dans l'armée à l'étranger, il est employé en 1551 pour négocier un mariage entre le roi Édouard VI d'Angleterre et une fille d'Henri II de France. L'importance de Radclyffe dans le royaume est démontrée par son inclusion parmi les signataires des lettres patentes du 16 juin 1553 proposant la couronne à Lady Jane Gray comme successeur d'Edward ; mais il gagne néanmoins la faveur de la reine Marie, qui l'emploie pour arranger son mariage avec Philippe II d'Espagne, et qui le crée baron Fitzwalter en août 1553.

## En Irlande
De retour en Angleterre d'une mission auprès de Charles Quint, en avril 1556, Fitzwalter est nommé Lord adjoint d'Irlande. L'anarchie qui règne en Irlande, un pays qui, nominalement soumis à la couronne anglaise, est déchiré par la campagne en cours de dépossession des Irlandais indigènes par les Anglais, rend la tâche du lord adjoint difficile. La difficulté est augmentée par l'ignorance des hommes d'État anglais concernant l'Irlande et les conditions irlandaises, et par leur incapacité à concevoir une politique cohérente et approfondie pour amener l'île sous un système ordonné d'administration sous le roi anglais .
Fitzwalter applique la politique de la reine Mary pour l'Irlande : le renversement des tentatives partielles qui ont été faites pendant le court règne d'Édouard VI pour promouvoir le protestantisme là-bas, la « plantation » par les colons anglais dans les Midlands et le shiring du comté de King et du comté de Queen en 1556, du nom de Marie et de son mari Philippe. Mais avant que Fitzwalter ne puisse s'occuper de ces questions, il doit faire une expédition en Ulster, qui est maintenu dans un état constant de perturbation par les Écossais des Highlands de Kintyre et des îles qui s'installent le long de la côte d' Antrim dans le district de " Glynnes" (maintenant connu sous le nom de Glens d'Antrim), et par les efforts de Shane O'Neill pour occuper plus de territoire en Ulster. Des méthodes brutales sont déployées, lorsque le Sussex envoie le comte d'Ormond, Sir Nicholas Bagenal et d'autres capitaines sur l'île de Rathlin le 3 septembre 1557. Ils restent trois jours et traquent les occupants de l'île, et il est noté qu'ils tuaient « autant qu'ils pouvaient passer ou sortir des grottes, homme, femme, enfant et bêtes » .
Après avoir vaincu O'Neill et ses alliés, les MacDonnell, le lord-adjoint, qui par la mort de son père en février 1557 devient comte de Sussex, retournent à Dublin, où il convoque un parlement en juin de la même année. Des statuts sont adoptés déclarant la légitimité de Marie Ire d'Angleterre en tant que reine du royaume d'Irlande, rétablissant les lois pour la suppression de l'hérésie et interdisant l'immigration des Écossais. Après avoir adopté cette législation, Sussex s'efforce de lui donner un effet par la force, d'abord en prenant le terrain contre Donough O'Conor, qu'il ne réussit pas à capturer, et ensuite contre Shane O'Neill, dont il ravage les terres de Tyrone (causant une famine artificielle par l'incendie des récoltes et l'abattage du bétail), restituant leurs droits nominaux au comte de Tyrone et à son fils réputé Matthew O'Neill, baron de Dungannon. En juin de l'année suivante, Sussex tourne son attention vers l'ouest, où le chef du clan O'Brien a évincé son neveu Conor O'Brien, comte de Thomond, de ses possessions, et refuse de prêter allégeance à la Couronne. Il force Limerick à lui ouvrir ses portes, restaure Thomond et proclame O'Brien traître . À l'automne 1558, les incursions continuelles des insulaires écossais dans les vallées d'Antrim exigent un traitement drastique de la part du lord adjoint. Sussex dévaste Kintyre et certaines des îles du sud des Hébrides, et débarquant à Carrickfergus, il tire et pille les colonies des Écossais sur la côte d'Antrim avant de retourner à Dublin pour Noël .
Dans la métropole, la nouvelle lui parvient de la mort de la reine. De passage en Angleterre, il prend part à la cérémonie du couronnement de la reine Elizabeth en janvier 1559  et en juillet suivant, il retourne en Irlande avec une nouvelle commission, maintenant en tant que lord lieutenant, de la nouvelle reine, dont la politique l'oblige à se réconcilier si possible avec les chefs gênants des O'Neill et des MacDonnell. Shane O'Neill refuse de rencontrer Sussex sans garantie pour sa sécurité, et après avoir établi son pouvoir en Ulster, il exige des conditions de paix qu'Elizabeth n'est pas disposée à accorder. Sussex échoue dans ses efforts pour amener Shane à se soumettre, soit par une guerre ouverte, soit par un subterfuge.
Il se prépare pour une nouvelle tentative lorsqu'il est remplacé par Gerald FitzGerald (11e comte de Kildare), qui est chargé par Elizabeth d'ouvrir des négociations avec O'Neill, dont le résultat est que ce dernier se rend à Londres et fait une soumission formelle au reine. La conduite de Shane à son retour en Irlande n'est pas moins rebelle qu'auparavant, et des mesures énergiques contre lui deviennent plus impérieuses que jamais. Ayant obtenu la sanction d'Elizabeth, Sussex mène une campagne à l'été 1563 avec Armagh comme quartier général temporaire ; mais à l'exception de quelques escarmouches indécises et de la saisie d'une grande partie du bétail d'O'Neill, les opérations n'aboutissent à aucun résultat et laissent O'Neill avec son pouvoir peu diminué. Son échec continu à atteindre un objectif pour l'accomplissement duquel il possède des ressources insuffisantes conduit Sussex à prier pour son rappel d'Irlande ; et son vœu est exaucé en mai 1564. Son gouvernement d'Irlande n'a cependant pas été entièrement sans fruits .

## Homme politique
Il est le premier représentant de la couronne anglaise à exercer son autorité dans une large mesure au-delà des limites de la Pale ; la politique d'implantation de colons anglais à Offaly et Leix qu'il mène en 1562 avec un certain succès, et bien qu'il soit loin d'établir la domination anglaise dans une grande partie de l'Irlande, il fait sentir son influence dans les parties reculées de l'île, comme Thomond et les Glynnes d'Antrim, où l'indépendance des indigènes avait jusqu'ici été quasi totale. Ses lettres d'Irlande témoignent d'une juste conception des problèmes auxquels il est confronté et des méthodes par lesquelles leur solution doit être entreprise ; et son échec est dû, non à un manque d'esprit d'État ou de capacité exécutive de sa part, mais à l'insuffisance des ressources mises à sa disposition et au manque de perspicacité et de persévérance de la part d'Élisabeth et de ses ministres. Il doit également faire face à l'hostilité de certains hauts fonctionnaires de l'administration de Dublin, dirigés par John Parker, le Master of the Rolls en Irlande. Parker, un solide protestant et anglais de naissance, accuse Sussex d'avoir des sympathies catholiques romaines, une accusation à laquelle Sussex est clairement vulnérable à la lumière de ses loyaux services à la reine Mary dans ses efforts pour éradiquer l'hérésie en Irlande .

## Courtisan

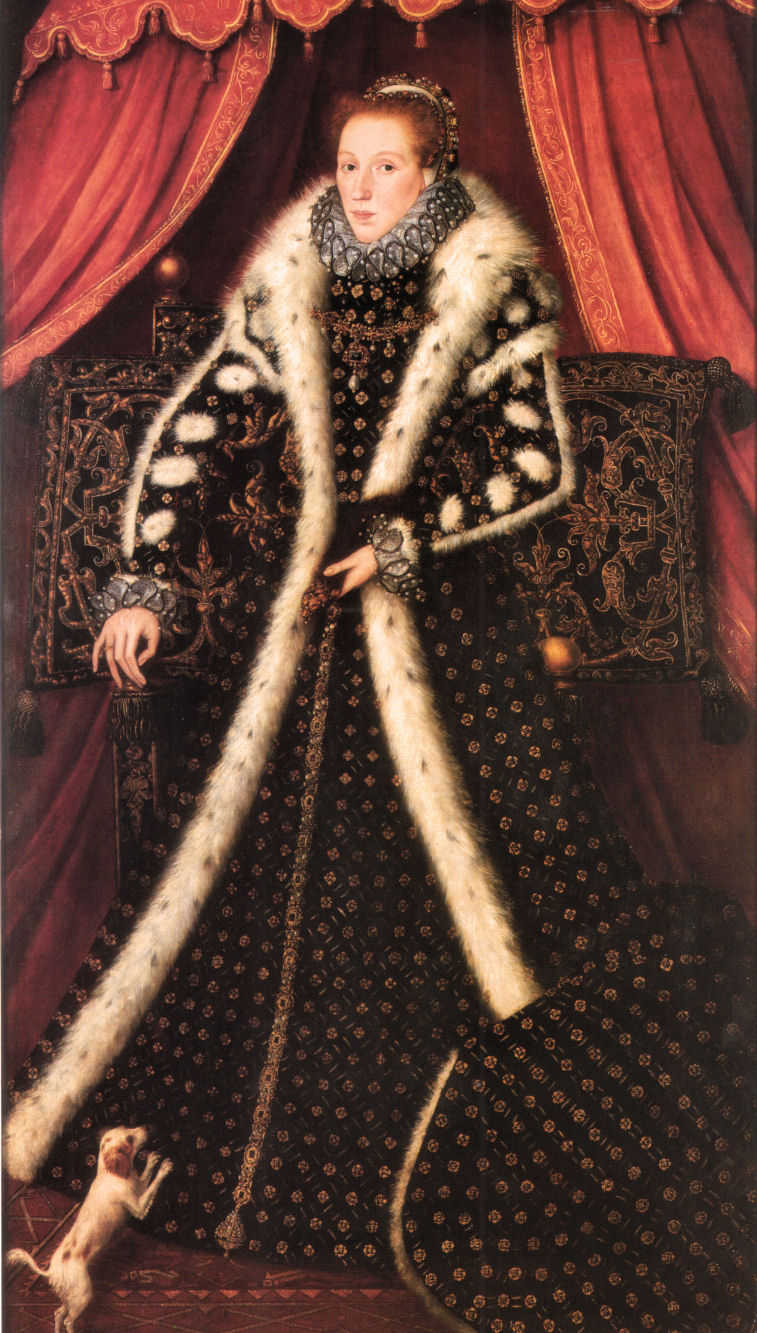
Frances Sydney La comtesse de Sussex v. 1570-1575

A son retour en Angleterre, Sussex, qui avant de quitter l'Irlande a dû subir l'indignité d'une enquête sur son administration initiée par ses ennemis et dirigée par John Parker, se lance dans l'opposition à Robert Dudley, comte de Leicester, notamment en ce qui concerne le mariage suggéré entre Leicester et la reine. Il ne semble pas avoir encouru le mécontentement d'Elizabeth, car en 1566 et l'année suivante, elle l'emploie dans des négociations pour parvenir à une alliance matrimoniale différente qu'il appuie chaleureusement, avec l'archiduc Charles. Lorsque ce projet échoue, Sussex revient de Vienne à Londres en mars 1568, et en juillet, il est nommé Lord Président du Nord, une position où il a la responsabilité de faire face à la rébellion des comtes du Nord de Northumberland et de Westmorland l'année suivante. La faiblesse des forces dont il dispose rend d'abord nécessaire une prudence qui engendre quelques soupçons sur sa loyauté ; et ce soupçon est accru par le conseil de modération qu'il impose à la reine ; mais en 1570, il ravage la frontière, envahit l'Écosse et fait un raid dans le pays autour de Dumfries, réduisant les chefs rebelles à une soumission complète. En juillet 1572, Sussex devient Lord-chambellan, et il assiste désormais fréquemment la reine Elizabeth, à la fois dans ses progrès à travers le pays et à la cour, jusqu'à sa mort .

## Famille
Il se marie deux fois : d'abord à Elizabeth, fille de Thomas Wriothesley (1er comte de Southampton) ; et ensuite à Frances, fille de Sir William Sidney de Penshurst. Sa seconde épouse est la fondatrice du Sidney Sussex College, Cambridge, qu'elle dote par testament, et dont le nom commémore le père et l'époux de la comtesse. Le comte ne laisse aucun enfant, et à sa mort ses titres passent à son frère Henry .